# TSG Calbe
Die TSG Calbe/Saale e. V. ist ein Mehrspartensportverein aus Calbe/Saale. Er ist mit rund 1500 Mitgliedern einer der größten Sportgemeinschaften im Salzlandkreis. Neben den drei Hauptsportarten Kanu, Handball und Fußball wird außerdem Tennis, Leichtathletik, Schach, Tischtennis. Karate, Judo und Kunstturnen aktiv betrieben. Der Verein nutzt das Hegerstadion, das Platz für 4500 Zuschauer bietet.

## Vereinsentwicklung
1907 wurde mit dem Verein Germania der erste Sportklub in Calbe gegründet. Bis 1933 entstanden weitere Sportvereine mit Männer-Turnverein (MTV), ATSV Freiheit, Eintracht, Rot-Sport und Ballspielclub. Nach dem Zweiten Weltkrieg wurden alle Vereine aufgelöst. Der Spielbetrieb wurde mit der Sportgemeinschaft Eintracht Calbe weitergeführt. 1951 wurde die Sportgemeinschaft von der neu gegründeten Betriebssportgemeinschaft (BSG) Stahl Calbe übernommen, die von dem ebenfalls neu errichten Niederschachtofenwerk organisatorisch und finanziell unterstützt wurde. Zu dieser Zeit entstanden noch zwei weitere Betriebssportgemeinschaften: Lok Calbe und Aktivist Calbe. Am 21. Januar 1967 schlossen sich alle drei BSG zur TSG Calbe zusammen. Der Zusammenschluss war das Ergebnis der Entwicklung des Breitensports in Calbe und der Integration vieler Sportarten zu einer gemeinsamen Turn- und Sport-Gemeinschaft. Die neue TSG zählte zu dieser Zeit 300 Mitglieder. Neuer Trägerbetrieb wurde das Metalleichtbaukombinat (MLK) Calbe. Nach 1990 galt es neben der Erhaltung des Sportbetriebes, neue gänzlich veränderte Strukturen der materiellen und finanziellen Basis aufzubauen, die TSG wurde in einen bürgerlichen Verein umgewandelt.

## Sportabteilungen

### Handball
Der Handball zählt zu den erfolgreichsten Sportarten in Calbe. Bereits 1922 gründete der MTV Calbe seine erste Männer-Feldhandballmannschaft. Nach dem Zweiten Weltkrieg setzte zunächst die BSG Einheit Akzente im Calbenser Feldhandball. Sie gehörte 1950 zu den Gründungsmitgliedern der DDR-Oberliga (Männer) und wurde 1952 DDR-Vizemeister. Im selben Jahr schloss sich die Handballsektion der BSG Einheit der neu gegründeten BSG Stahl Calbe an. Diese wurde 1953 DDR-Meister und Pokalsieger und errang 1954 noch einmal den Meistertitel. Aus ihr gingen die Nationalspieler Werner Aßmann und Kurt Helming hervor. Nach der Einführung des Hallenhandballs Anfang der 1960er Jahre wurde der Niedergang des Feldhandballs in Calbe eingeläutet. Ab 1967 wurde in der Sporthalle „Zuckerfabrik“ erfolgreich Hallenhandball gespielt. Es gründete sich die TSG Calbe, unter deren Dach sich die einzelnen Sportabteilungen organisierten. Mitte der 1980er Jahre ließen die Frauen den Calbenser Handball wieder aufblühen, 1985/86 spielten sie für eine Saison in der höchsten Spielklasse, der DDR-Oberliga. Nach der Wende von 1989 schafften sowohl die Männer als auch die Frauen den Aufstieg bis in die drittklassige, seit 2010 viertklassige Oberliga. Die Frauenmannschaft schaffte 1995 sogar den sportlichen Aufstieg in die 2. Bundesliga, bekam aber aufgrund mangelhafter Spielstätte und finanzieller Probleme keine Lizenz. 1999, 2009 und 2010 wurden die Frauen Landespokalsieger. Die Männer wurden 2013, 2015 sowie 2019 Landesmeister und stiegen in 2013 & 2015 jeweils in die Mitteldeutsche Oberliga auf.

### Kanu
1930 gründete der Arbeiter-Turn- und Sportverein Calbe eine Kanu-Abteilung, die bis in die Zeit der TSG e. V. erhalten werden konnte. Nach dem Zweiten Weltkrieg ging es mit dem Kanu-Sport in Calbe nur schleppend voran. Bis 1949 war Kanu als schwerathletische Sportart verboten. 1967 erfolgte jedoch die Gründung des Leistungsstützpunktes Calbe, aus denen die später erfolgreichen Kanuten Werner Jahn (Europameisterschaftsteilnehmer) und Herbert Laabs (1974 Weltmeister) hervorgingen. Auch die TSG e. V. konnte nach der Wende die erfolgreiche Arbeit der Kanuten fortführen. Thomas Stimpel wurde 1993 der erste Deutsche Meister für die TSG, bereits 1991 hatte Mark Zabel als TSG-Sportler seine erfolgreiche Karriere als Juniorenweltmeister begonnen, die er später beim SC Magdeburg als Olympiasieger und Weltmeister fortsetzte. 2002 gewannen die Calbenser Erik Lange und Sascha Schmidt Gold und Silber bei der Juniorenweltmeisterschaft. Aktuell zählt die Kanu-Abteilung 130 aktive Mitglieder, die neben dem Kanu-Rennsport auch andere Wassersportarten wie Motorbootsport, Drachenboot und Wasserwandern betreiben. Im Oktober 2005 bekam die Kanuabteilung den Stern des Sports in Bronze verliehen.

### Fußball
Mit der Gründung von Germania Calbe begann auch die Ära des Fußballsports in der Stadt. Bis 1945 konnten jedoch keine Calbenser Fußballmannschaft überregional auf sich aufmerksam machen. Auch nach dem Zweiten Weltkrieg dauerte es bis 1954, ehe die BSG Stahl Calbe in die damals drittklassige Bezirksliga Magdeburg aufstieg. Bereits ein Jahr später war die Spielklasse nur noch viertklassig, in der sich Calbe bis 1960 halten konnte. Nach Saisonende 1960 stieg die BSG als Tabellenletzter wieder ab. Danach war Calbe für Jahrzehnte nicht mehr im überregionalen Fußball vertreten. Noch vor ihren Bezirksligaaufstieg war die BSG Stahl im DDR-Pokalwettbewerb 1953/54 republikweit bekannt geworden, als sie als Viertligist bis in die 3. Pokalrunde vorstieß und dort erst gegen den Zweitligisten Motor Altenburg mit 2:6 unterlag.
1999 gelang der TSG e. V. der Aufstieg in die zu dieser Zeit fünftklassigen Verbandsliga Sachsen-Anhalt. Bis 2006 pendelte die TSG als Fahrstuhlmannschaft zwischen Verbands- und Landesliga und spielt seit dem letzten Abstieg 2006 in der ab 2008 siebtklassigen Landesliga.